# Conquista romana di Cipro
La conquista romana di Cipro avvenne nel 58 a.C. e portò all'acquisizione da parte della Repubblica romana del regno tolemaico di Cipro, che formò la nuova provincia romana di Cipro (Cyprus).

## Contesto

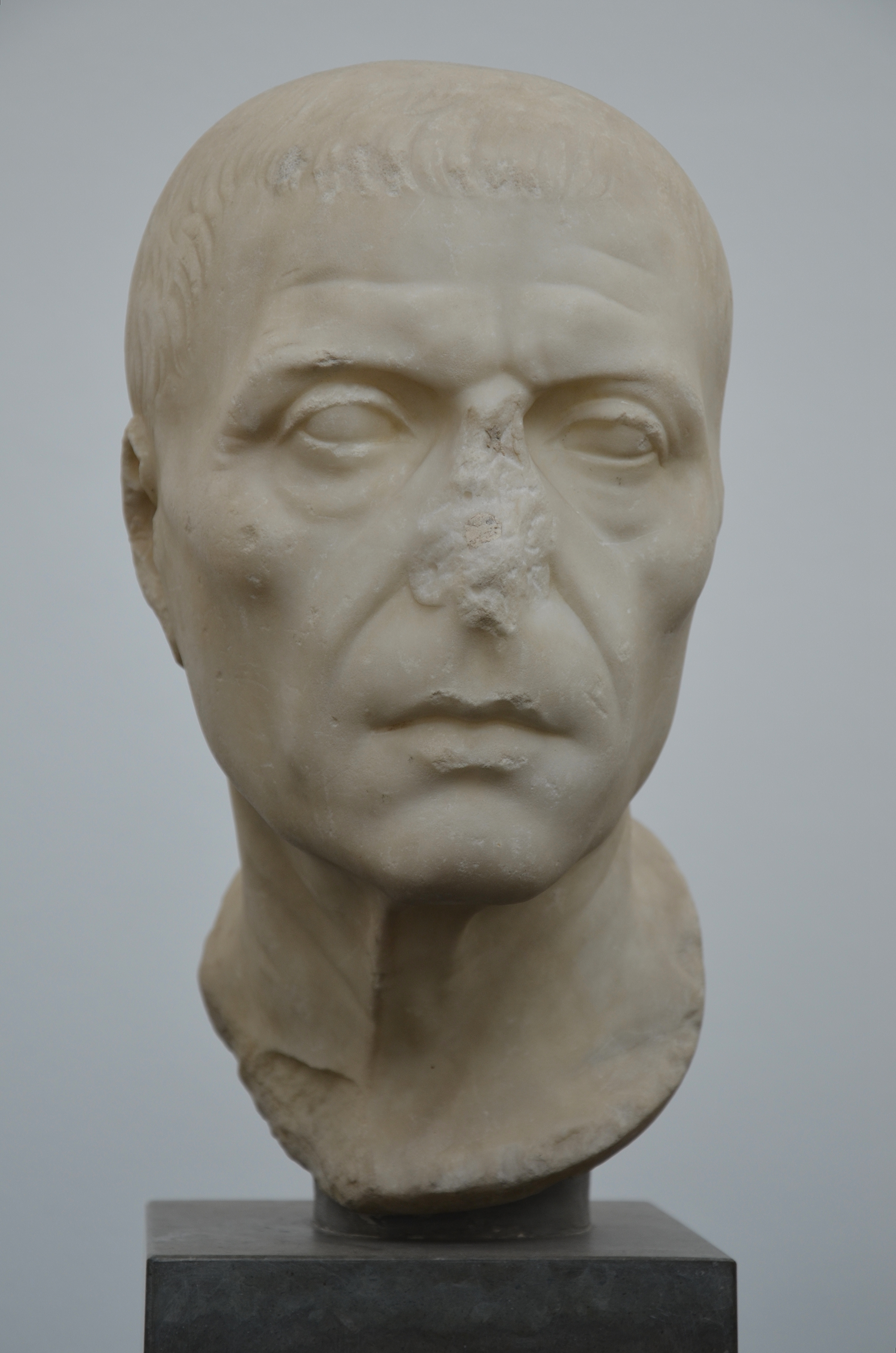
Testa di Marco Porcio Catone Uticense, conquistatore dell'isola di Cipro (Ny Carlsberg Glyptotek, Copenaghen)

Nell'80 a.C. Tolomeo, figlio del faraone Tolomeo IX e di una concubina, era stato nominato re di Cipro mentre il fratello maggiore, Tolomeo XII, re d'Egitto; Cipro diventò così indipendente dal regno d'Egitto, ma mantenne forti legami. Nel 67 a.C. successe che il giovane nobile romano Publio Clodio Pulcro, in viaggio verso la Cilicia, venne catturato dai pirati; Clodio allora chiese a Tolomeo di Cipro di pagare il riscatto per la sua liberazione, ma questi offrì ai pirati solamente due talenti, scatenando lo sdegno di Clodio, che rimase prigioniero dei pirati fino alla vittoria su questi ultimi di Pompeo, l'anno stesso. Nel 58 a.C. Clodio diventò tribuno della plebe e, memore del contrasto avuto con Tolomeo, tra le molte leggi che presentò (le leges Clodiae), riuscì a farne approvare una sull'annessione di Cipro alla Repubblica romana (lex Clodia de Rege Ptolemaeo). Clodio riuscì a far incaricare della conquista uno dei suoi principali avversari, Marco Porcio Catone, che avrebbe anche acquisito l'amministrazione dell'isola dopo l'annessione. Il motivo per cui la scelta di Clodio cadde su Catone è dibattuto: egli voleva probabilmente allontanarlo da Roma per renderlo meno pericoloso, o voleva affidargli un incarico prestigioso in modo tale da avvicinarlo alla propria fazione politica.

## Conquista
Nel 58 a.C., quindi, Catone si recò in Oriente alla testa della flotta romana con il titolo di pro quaestore pro praetore (cioè come funzionario che aveva già assunto la carica di questore ma con le onorificenze e le prerogative di un pretore) e, prima di assalire Cipro, si recò sull'isola di Rodi. Da lì inviò da Tolomeo un suo amico, Canidio (probabilmente Publio Canidio Crasso) con un messaggio nel quale offriva al monarca, in cambio del proprio regno, di poter rimanere a Cipro come sacerdote a Pafo; probabilmente Catone non aveva intenzione di combattere una guerra contro un sovrano amico della Repubblica e cercò in questo modo di risolvere la questione pacificamente. Tolomeo, tuttavia, non accettò la proposta di Catone e, sapendo di non avere possibilità contro i Romani, decise di suicidarsi. Alla morte di Tolomeo, i ciprioti accolsero Catone pacificamente, sperando così di essere riconosciuti amici et socii populi Romani (amici e alleati del popolo Romano). Catone, però, acquisì l'isola come una provincia romana, rispettando i termini del proprio incarico.

## Conseguenze
La conquista di Cipro da parte dei romani fu una delle due cause principali che portarono a delle rivolte ad Alessandria, capitale dell'Egitto tolemaico, (l'altra era l'innalazamento delle tasse imposte dal re) e che fecero sì che Tolomeo XII dovesse fuggire in esilio volontario e lasciare il trono alla moglie Cleopatra VI e alla figlia Berenice IV. Il re abbandonò l'Egitto prima della fine della conquista dell'isola e incontrò lo stesso Catone quando questi era ancora a Rodi.
Quando Tolomeo di Cipro si suicidò, Catone istruì Canidio, che si trovava sull'isola, di iniziare subito la raccolta e la catalogazione dei tesori reali destinati alle casse statali; per aiutare e supervisionare alle operazioni, Catone mandò anche a chiamare il giovane Marco Giunio Bruto, che si trovava in quel momento in Panfilia. Catone restò a Cipro, per amministrare l'isola e raccogliere il bottino di guerra, fino al 56 a.C.; alla fine di quel periodo la somma totale raccolta era di 7000 talenti e il tesoro fu portato a Roma, dove fu accolto in maniera trionfale.